# Стрешнев, Лукьян Степанович
Лукья́н Степа́нович Стрешнев (? — 1650) — окольничий, боярин, отец царицы Евдокии Лукьяновны.

## Биография
Впервые упоминается в Разрядной книге под 1614 годом, во время похода под Смоленск Василия Петровича Шереметева, когда он и его брат Иван Степанович «были головами у обозу, и сторожи ставили и дозирали» вместе с Алексеем Семёновичем Лодыженским.
Здесь оба Стрешневы названы «мещанами», что нужно понимать не в смысле сословия, а в том смысле, что братья «служили по городу Мещовску», в уезде которого у них были поместья. Назначение братьев вместе с Лодыженским показывает, что они не принадлежали к особенно захудалому роду, потому что старший брат А. С. Лодыженского был в 1598 году воеводой в Брянске. По мнению князя П. В. Долгорукова, Стрешнев был бедным «городовым дворянином, тёмного происхождения», при помощи нескольких крепостных собственноручно обрабатывавший свою землю.

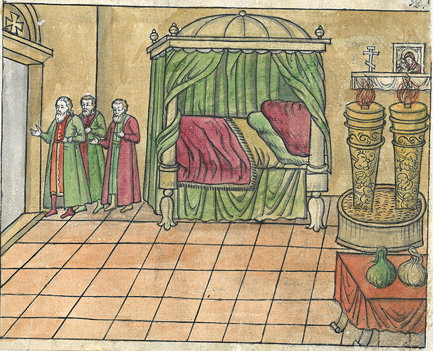
Боярин Федор Иванович Шереметев, окольничей Лев Иванович Долматов-Карпов, Лукьян Степанович Стрешнев у государева сенника

После брака его дочери Евдокии с царём Михаилом Фёдоровичем, по словам Долгорукова, Стрешнев сделался важным сановником, но имел «благородство души сохранять в шкафу, в течение всей жизни, своё скромное одеяние землепашца, чтобы, как он говорил, не впасть в гордость». Но эти заявления князя Долгорукова, неизвестно на чём основанные, не вполне могут быть согласованы с вышеприведёнными свидетельствами Разрядной книги. При бракосочетании Михаила Фёдоровича с Евдокией Лукьяновной «сенник» устраивали, подбивали коврами золотными, стлали постелю на снопах ржаных и были у сенника: боярин Фёдор Иванович Шереметев, окольничий Лев Иванович Далматов-Карпов и Стрешнев.
Вероятно он не отличался особенными дарованиями, так как с 1626 по 1650 года не занимал никакой государственной должности. Он был пожалован сначала в окольничие, а затем в бояре только потому, что был тестем царя. Окольничество ему сказывал думный разрядный дьяк Фёдор Лихачёв 6 (16) января 1630 года, а боярство думный дьяк Гавренев 1 (11) марта 1634 года, в день именин царицы Евдокии Лукьяновны.
Судя по отрывочным сведениям, которые попадаются о Стрешневе в разрядах, он иногда сопровождал царя Михаила Фёдоровича в его загородных и богомольных походах, обедал за царским столом в торжественных случаях, например, на четвёртый день после свадьбы, то есть 8 (18) февраля 1626 года, на новоселье в Москве после пожара того же года, за родильным столом по случаю рождения царевны Ирины в 1627 году, на новоселье в Коломенском в 1640 году и т. д.
28 сентября (8 октября) 1645 года в день венчания на царство Алексея Михайловича, Стрешнев шёл с царской шапкой и в соборе снимал её с государя и держал. Мелкий и незнатный мещовский дворянин, Стрешнев сделался с течением времени одним из самых богатых в Русском царстве: у него были имения в семи уездах, и он занял среди землевладельцев девятое место по количеству угодий. Кроме вотчин он владел обширным двором в Московском Кремле, занимавшим более половины Житницкой улицы и почти половину Троицкой улицы. В последней четверти XVI века этот двор принадлежал Богдану Яковлевичу Бельскому, а при Михаиле Фёдоровиче князю Ивану Васильевичу Голицыну. После смерти князя И. В. Голицына, в 1627 году в Вятке, куда он был сослан за ослушание царского указа, его двор, по указу патриарха Филарета Никитича, был продан Стрешневу за очень значительную по тому времени сумму, 1238 pуб. Деньги были уплачены из государевой казны.

## Семья
Лукьян Степанович Стрешнев был женат на Анне Константиновне Юшковой, от брака с которой имел четырёх дочерей и одного сына:
- Ирина Лукьяновна Стрешнева, жена Елизария Васильевича Чебукова (ум. до 1633)
- Феодосья Лукьяновна Стрешнева, с 1622 жена Ивана Павловича Матюшкина (1601/05—1678)
- Евдокия Лукьяновна Стрешнева (1608—1645), с 1626 2-я жена царя Михаила Фёдоровича Романова (1596—1645).
- Мария Лукьяновна Стрешнева (? — до 1637), 1-я жена князя Алексея Ивановича Воротынского (1610—1642)
- Степан Лукьянович Стрешнев (1616—1666), стольник, кравчий, окольничий, боярин и полковой воевода